# István Szilágyi (pedagog)
István Szilágyi (n. 1819, Nagykálló, Szabolcs-Szatmár-Bereg, Ungaria – d. 1897, Sighetu Marmației, comitatul Maramureș, Austro-Ungaria) a fost un scriitor maghiar.